# Jean Marie Charles Abadie
Jean Marie Charles Abadie (25. března 1842, Saint-Gaudens, Francie – 29. června 1932) byl francouzský oftalmolog.

## Životopis
Od roku 1870 pracoval jako lékař v nemocnici Hôtel-Dieu v Paříži. Vypracoval chirurgické metody léčby trachomu a glaukomu. Zavedl léčbu neuralgie trojklaného nervu injekcí alkoholu do oblasti ganglion trojklaného nervu (ganglion Gasser). Popsal příznak exoftalmické strumy: spasmus musculus levator palpebrae superioris s retrakci horního víčka, který podmiňuje viditelnost bílku nad rohovkou - tzv. Dalrympleho nebo Abadieho příznak I.
V roce 1881 byl oceněn Řádem čestné legie. V roce 1932 zemřel ve věku 90 let.

## Dílo
- Traité des maladies des yeux, 1876
- Nouveau traitement de l'ophthalmie sympathique, 1890
- početné odborné články v Annales d'oculistique a Archives d'ophtalmologie